# Tissot
La Tissot SA è un’azienda svizzera produttrice di orologi di lusso, fondata il 1º luglio 1853 da Charles-Félicien Tissot e da suo figlio Charles-Emile allo scopo di commercializzare orologi a Le Locle, cittadina del cantone svizzero di Neuchâtel.

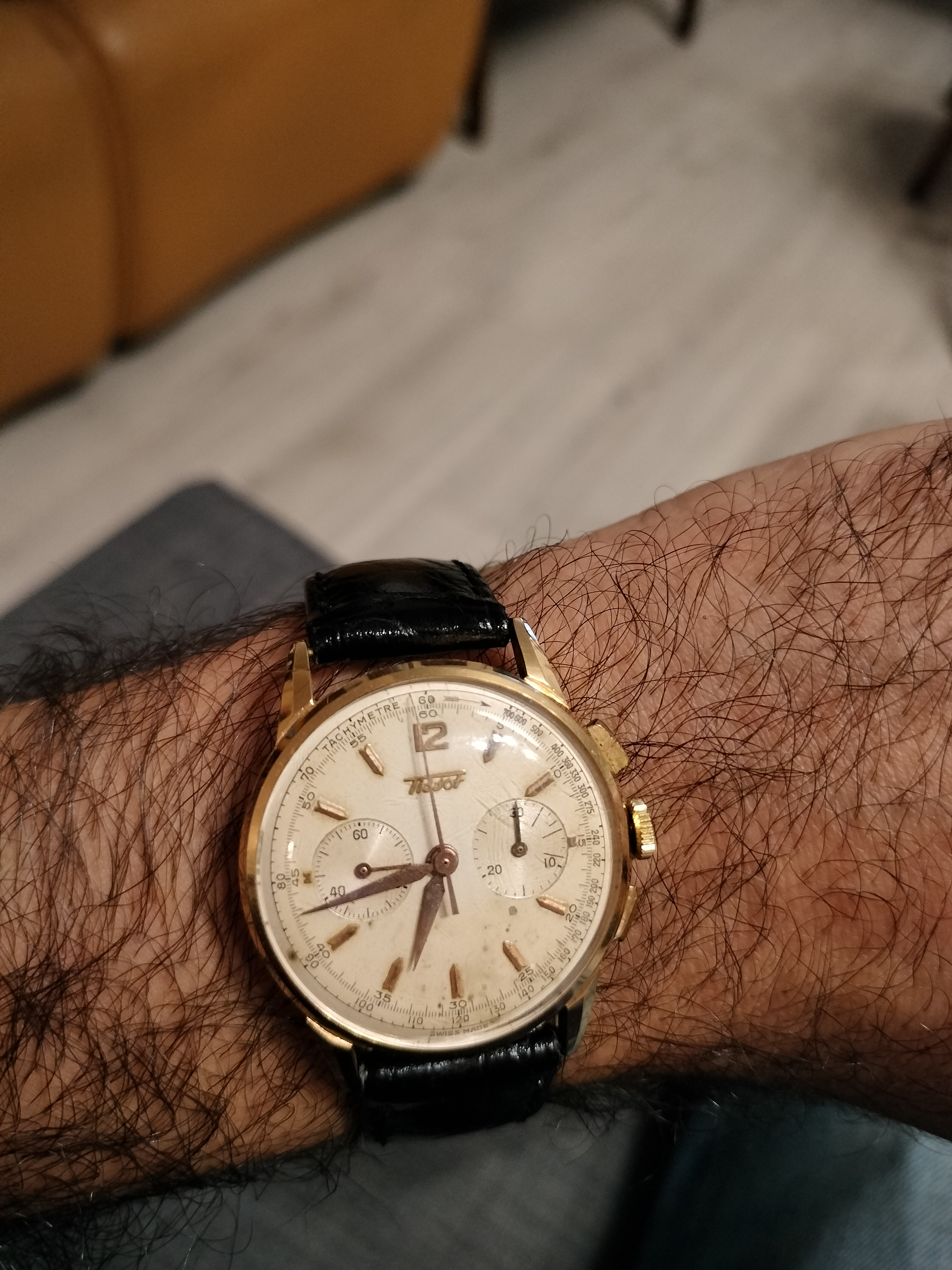
Tissot cronografo risalente a metà anni Cinquanta

La società fa parte del gruppo Swatch.

## Storia

### Dalla nascita fino agli anni Trenta del Novecento
Dal 1907 la sede dell'azienda, pur rimanendo a Le Locle, si sposta nello stabile di Chemin des Tourelles, dove risiede tuttora (stabile che dà il nome anche ad una collezione del marchio).

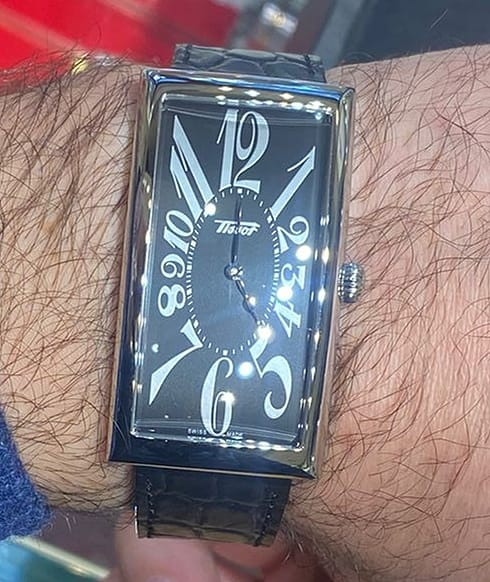
Tissot Banana, fedele riproduzione moderna dello storico modello realizzato negli anni Venti del 1900

Inizialmente, l'attività consisteva nella distribuzione di prodotti dei mastri orologiai locali, nonché di ricambi, attrezzi ed altri pezzi di meccanica di precisione come moschettoni, chiavi e viti. La produzione era principalmente esportata negli Stati Uniti e in Russia: in quest'ultimo Stato il successo dell'azienda divenne ben presto così consistente da arrivare fino allo Zar Nicola II, il quale si fece realizzare appositamente un orologio da tasca, che è stato oggetto di replica recentemente da parte della Maison di Le Locle. Tuttavia, in conseguenza della Rivoluzione d'Ottobre e delle inevitabili ripercussioni negative sul mercato russo, l'azienda si trovò ad attraversare un primo momento di crisi. Ben presto la casa inizia a produrre internamente tutte le componenti dei propri orologi, diventando una vera e propria manifattura, contribuendo anche, insieme a Cartier, nella realizzazione dei primissimi orologi da polso realizzati in serie per il grande pubblico (attorno agli anni Dieci del Novecento). Proprio da una richiesta di restauro di una cassa in oro da parte di un facoltoso cliente russo, nacque il primo segnatempo da polso dell'azienda, nonché uno dei primi della storia dell'orologeria: si tratta del famoso Tissot Prince cosiddetto “Banana” per via della sua forma peculiare. A seguito della crisi in Russia, la Maison iniziò ad entrare in crisi agli inizi degli anni Venti e di conseguenza, nel 1925, sottoscrisse un accordo con la concorrente Omega di Bienne che, nel 1930, portò alla fondazione della holding SSIH Société Suisse pour l'Industrie Horlogère SA, con sede a Ginevra. In quel periodo, e fino a circa la metà del decennio successivo, vengono anche prodotti diversi modelli con il doppio marchio Omega e Tissot stampato sul quadrante. La qualità e l’innovazione può essere riscontrata anche nella realizzazione di alcuni tra i primi orologi da polso commercializzati su larga scala e di diversi movimenti di forma, come il Tissot 20.
Tra gli anni ’20 e ‘30 Tissot è tra le prime case a realizzare orologi da polso antimagnetici, differenziati dagli altri modelli per la scritta “Antimagnetique” sul quadrante. Questa linea, di successo, resta in collezione almeno fino agli anni Cinquanta, spaziando da orologi da donna fino a segnatempo di forma e di differenti dimensioni, con casse per lo più cromate, come la stragrande maggioranza dei Tissot prodotti fino agli anni Sessanta. Dello stesso periodo è anche il primo impermeabile del marchio, l’Hermetic, e la prima linea di orologi waterproof, l’Aquasport.
Sul finire degli anni ’30 viene progettato il calibro più famoso e più valido qualitativamente della casa: si tratta del 27, chiamato così per via del suo diametro espresso in millimetri: si tratta di un movimento a carica manuale che è stato anche utilizzato come base per future numerose modifiche e sviluppi. Da questo infatti deriva il 27-63, che porta sul quadrante a ore 3 il datario: si tratta dei cosiddetti Visodate, altra sottocollezione di enorme successo per la Maison lanciata nel 1954.

### L'età d'oro dell'orologeria meccanica: 1940-1960
Nel 1942 c’è il lancio del Mediostat, un orologio, animato sempre da un movimento di manifattura evoluzione del 27, con funzione di stop dei secondi continui centrali grazie a un pulsante a ore 2.

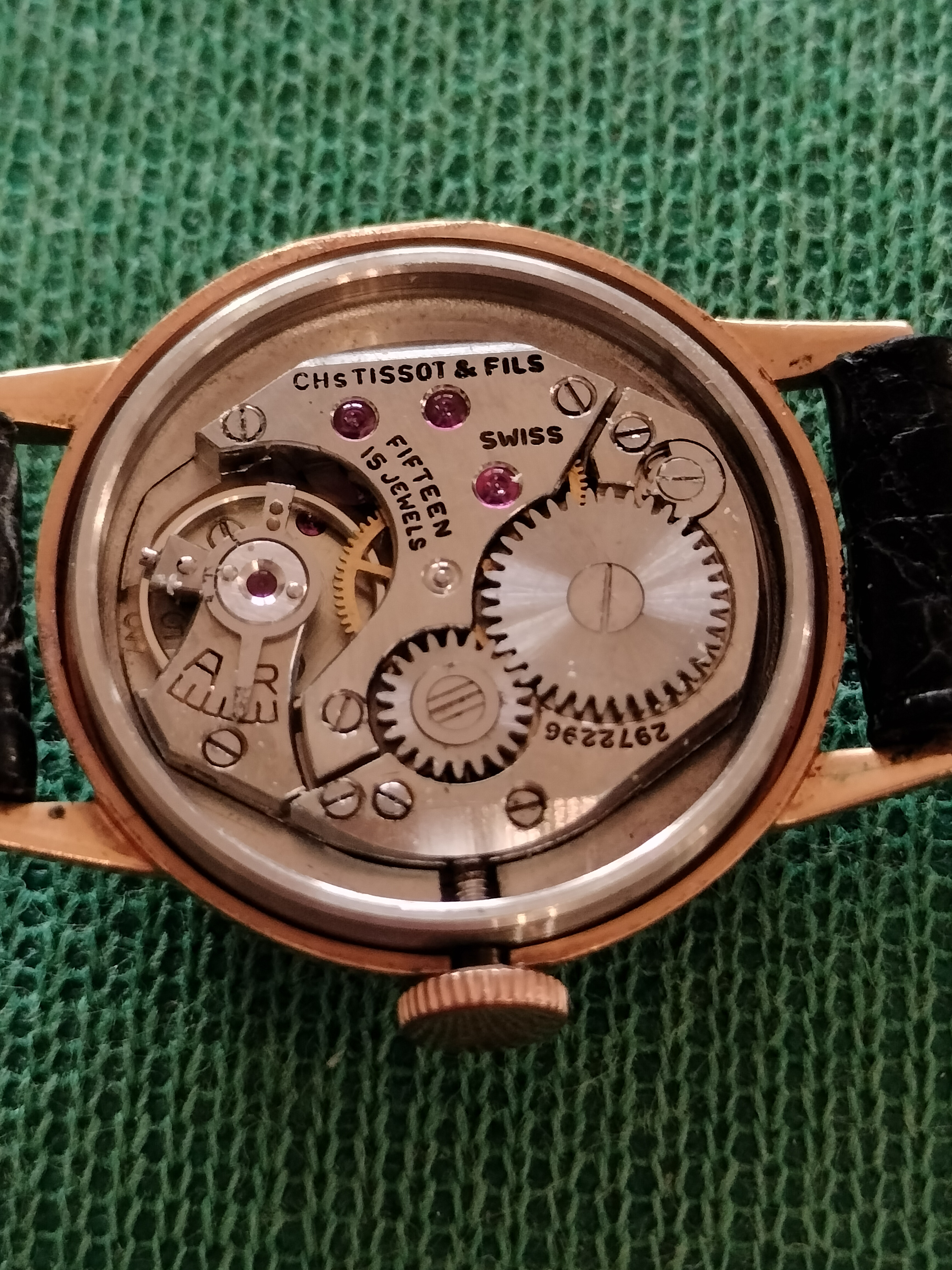
Tissot 15.3, primi anni '50

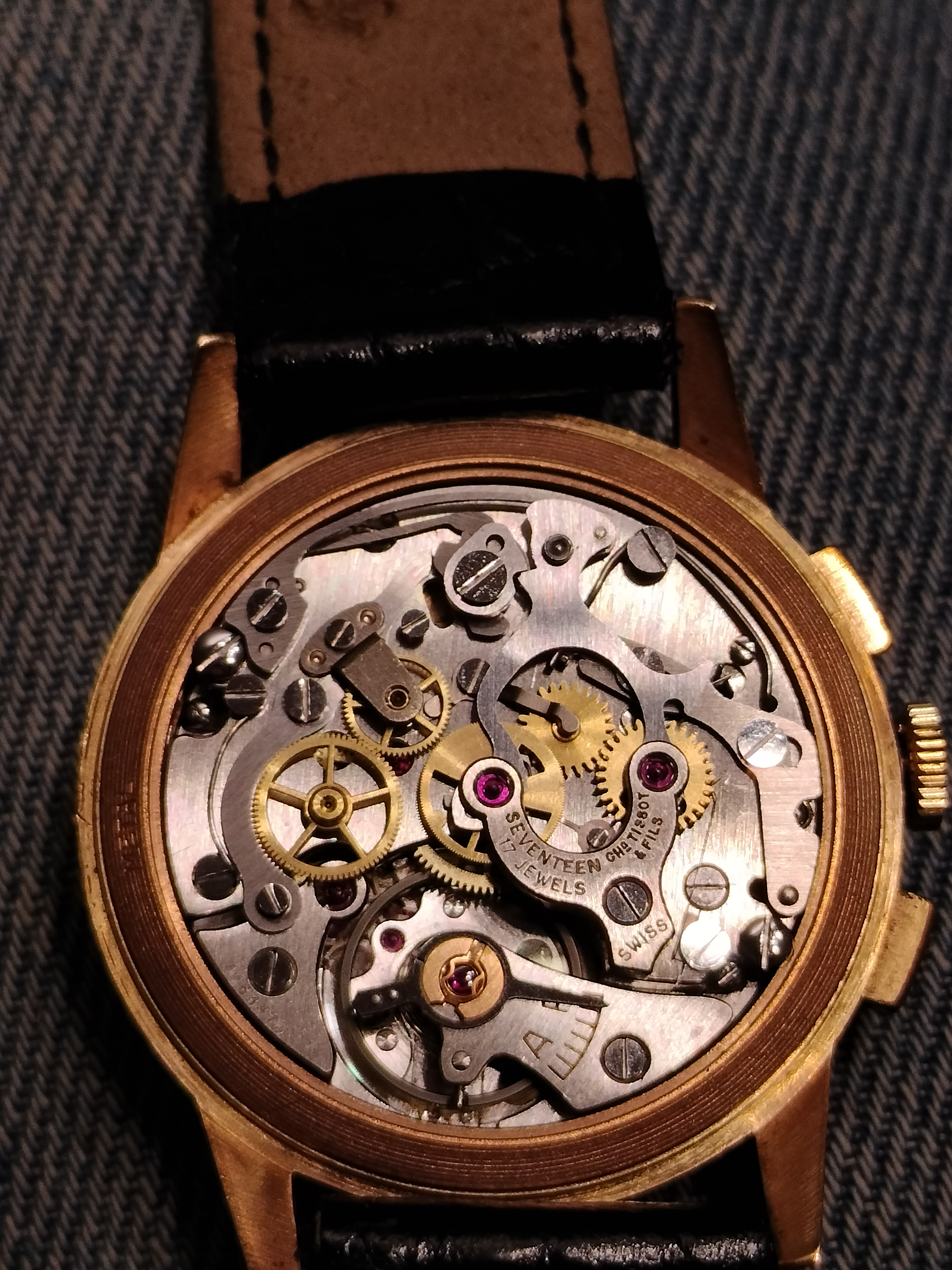
Tissot 871 (base Lemania 1281), anni '50

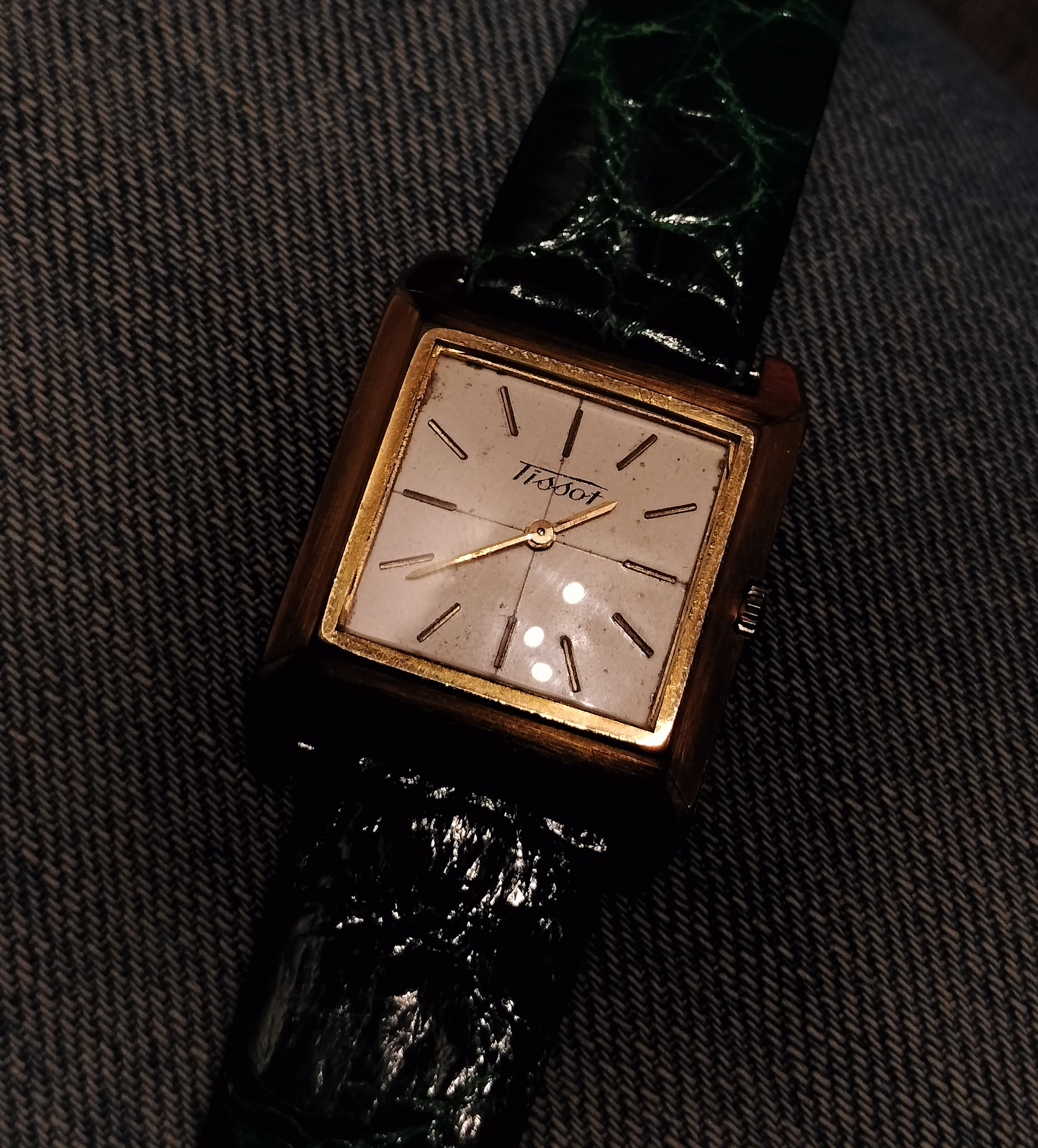
Tissot "cioccolatino" in oro, anni '50

Nel 1953, in occasione del centesimo anniversario di Tissot, viene presentato il Navigator, uno dei primi segnatempo al mondo a consentire la visualizzazione di 24 fusi orari differenti, nonché uno dei più diffusi sul mercato. Sempre negli anni Cinquanta nascono i primi svegliarini, mossi dai calibri Adolf Schild.

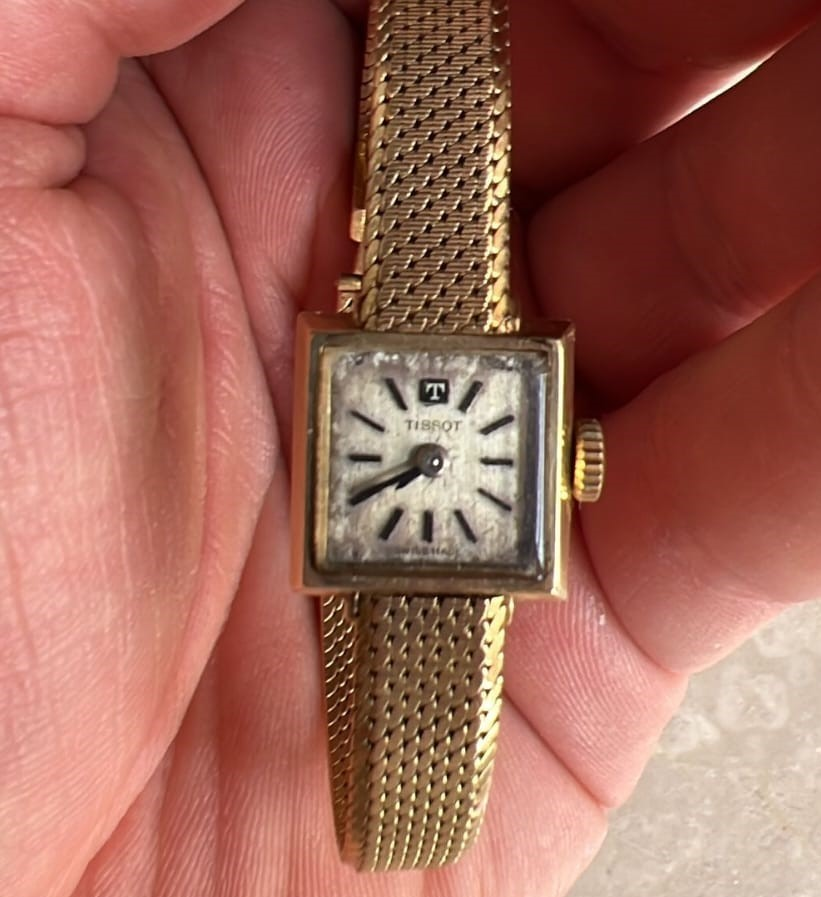
Tissot dress watch manuale anni Cinquanta

Un’altra evoluzione del calibro 27 è il famoso 27B-1 che farà il successo di Tissot tra gli anni Cinquanta e Sessanta. Sul finire degli anni ’50 viene presentata quella che è destinata a diventare la collezione più famosa di sempre per la Maison di Le Locle, la Seastar, che propone orologi resistenti all’acqua e declinata nei decenni a venire in innumerevoli varianti sia per uomo che per donna, tutt’oggi sul mercato. Nel 1960 Tissot realizza il movimento 709, realizzato in-house con la finalità di montarlo su modelli da donna, di piccole dimensioni. Si tratta di un meccanismo dalla buona qualità, incassato in segnatempo per circa un decennio.

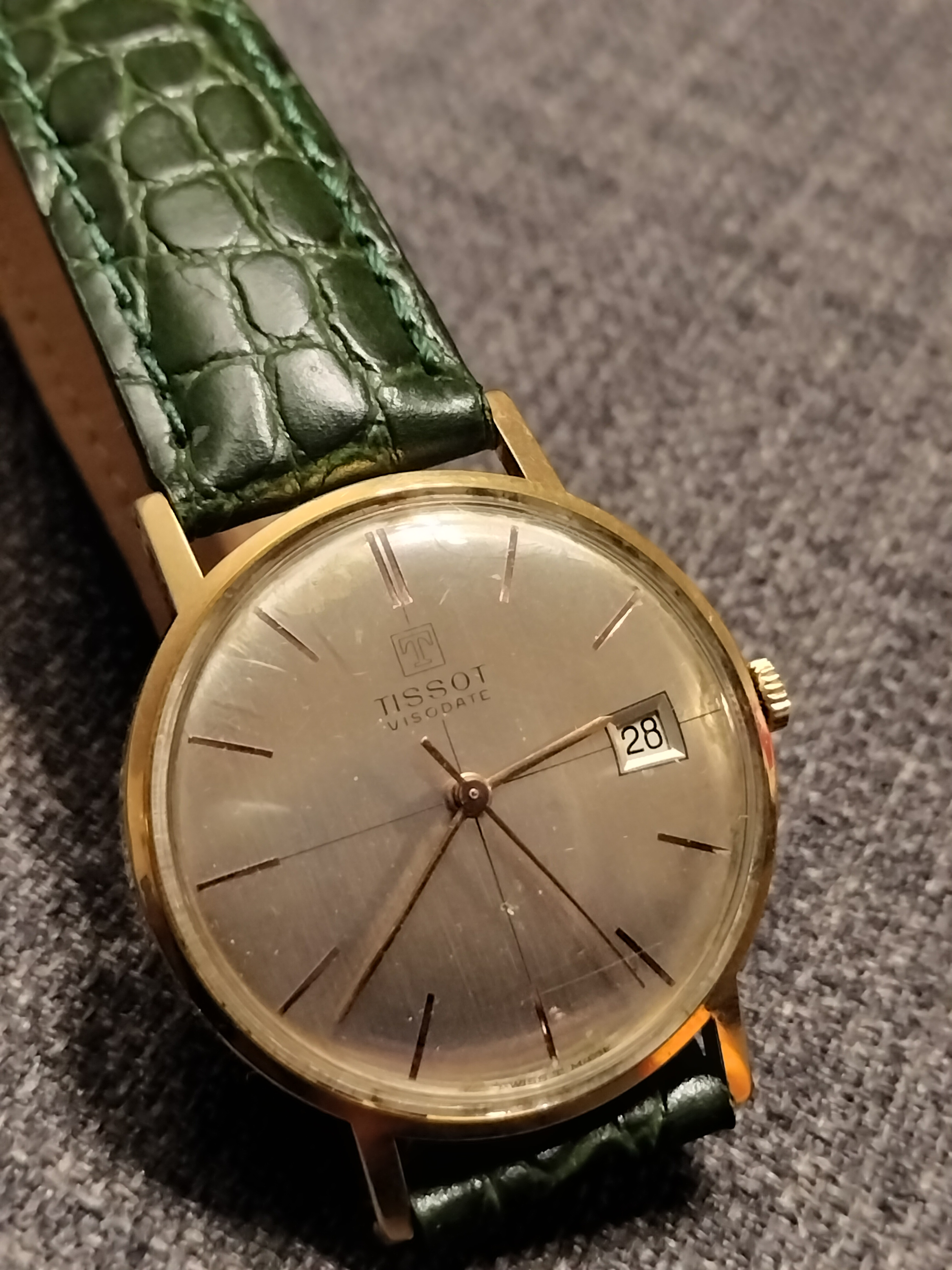
Tissot Visodate, anni '60

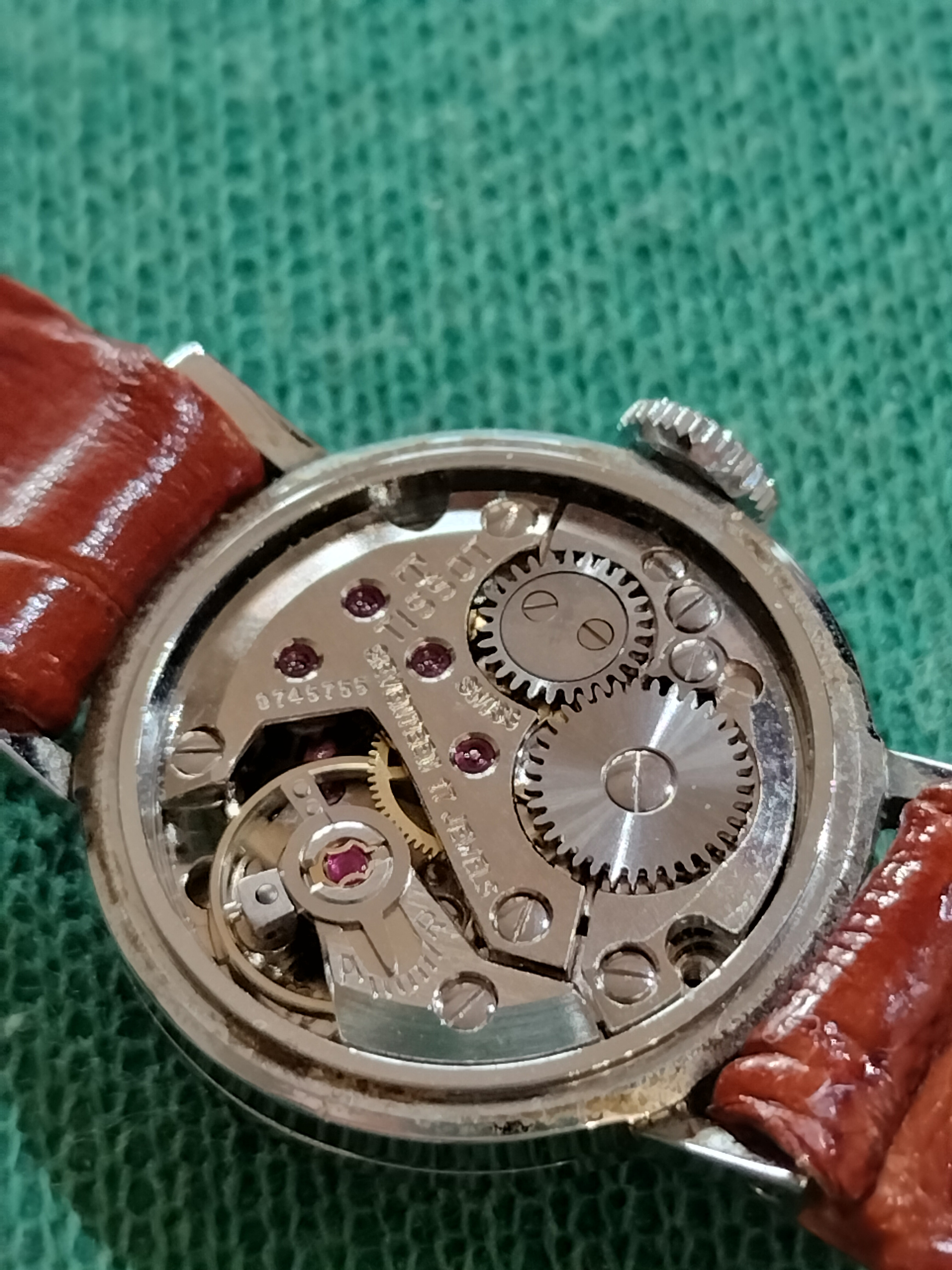
Tissot 709, metà anni '60

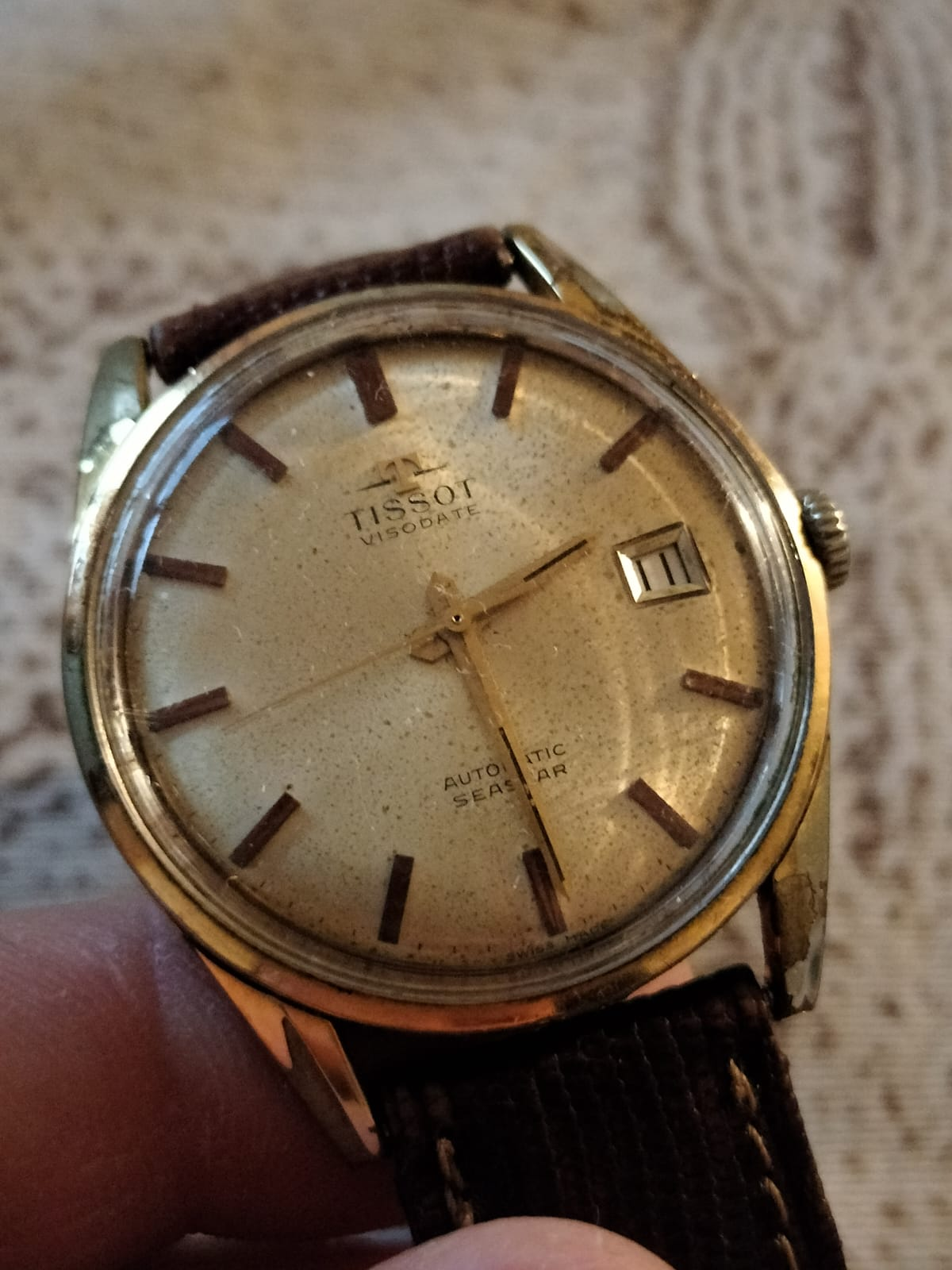
Tissot Seastar Visodate automatico, anni '60

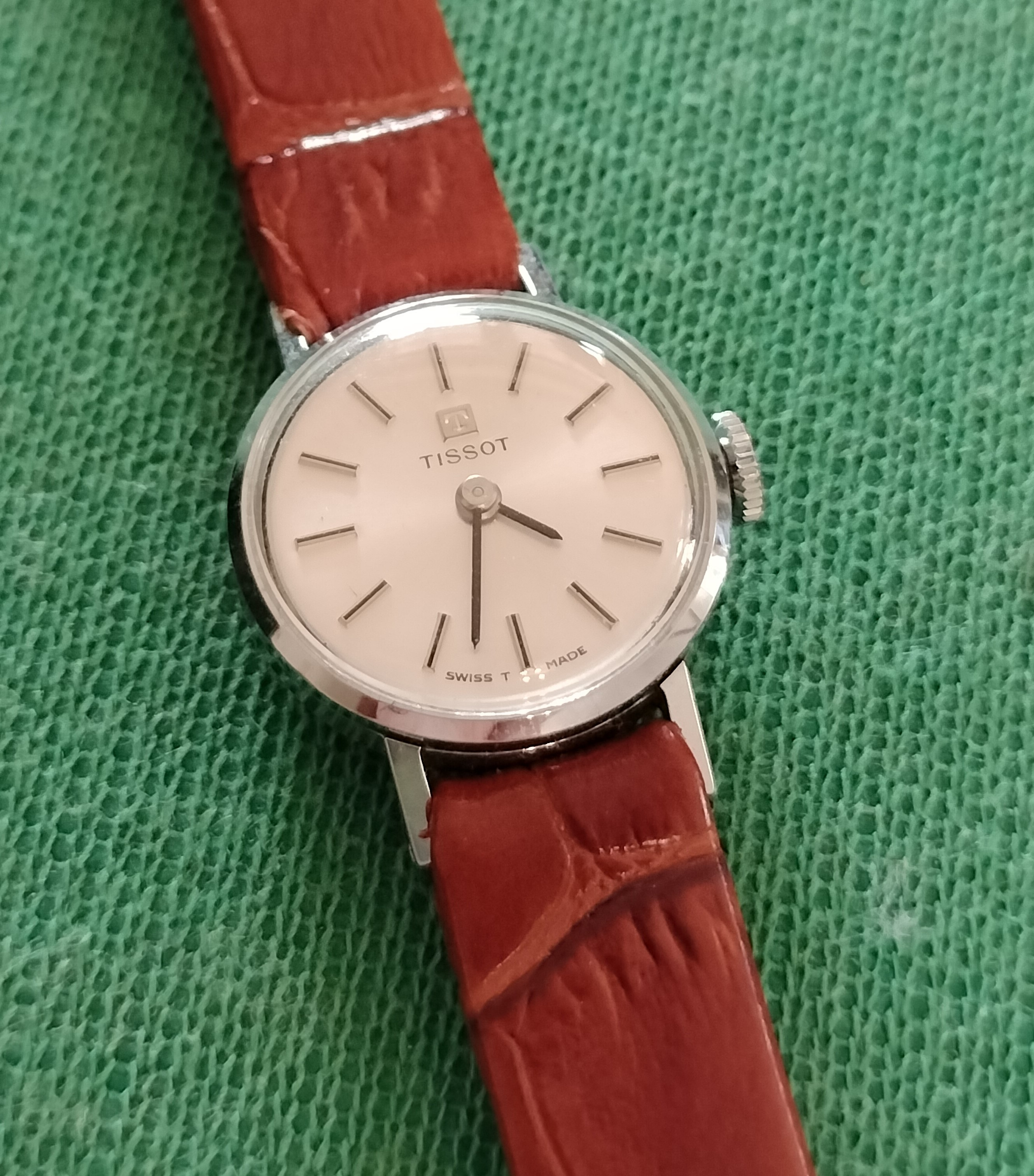
Tissot dress watch da donna, metà anni '60 circa

Nel 1965 entra in produzione il Seastar PR516, dal design a cuscino figlio del suo tempo e con bracciale metallico con i fori, primo in assoluto nel suo genere (ed ispirato ai volanti delle auto da corsa del periodo), e il PR516GL, anche questo modello ha riscosso un enorme successo. Molti di questi orologi erano alimentati dal calibro in house 784-2 e simili. Il successo del PR516 ne ha consentito un recente ritorno sul mercato nella collezione Heritage, mantenendo fede alle sue peculiarità estetiche come la lancetta dei secondi centrali rossa, gli indici spessi e le lancette tozze.
Sempre nel 1965 entra in commercio la collezione Stylist, nata come entry level dell'azienda e destinata ad essere declinata in numerosissime varianti e ad avere un grande successo.
Tre anni più tardi viene proposta la collezione Carrousel, dotato di lunetta intercambiabile. A fine anni Sessanta per la produzione dei movimenti automatici più piccoli ci si rivolge a ETA, mentre resta la produzione propria di calibri per orologi da uomo, come il 2481.
Lo spirito innovativo di Tissot porta la casa a lanciare sul mercato, nel 1969, il modello Sideral, dotato di cassa monoblocco in fibra di vetro e acciaio resistente all'acqua e ai campi magnetici. Qualche anno dopo la collezione verrà modificata con l'adozione di una cassa in plastica e ampliata con numerose varianti, come il Sideral Regatta. L'adozione della cassa in plastica rendono il Sideral uno degli antesignani dello Swatch.

### Innovazione, crisi e ingresso nello Swatch Group: 1970-1980
All’inizio degli anni Settanta, dopo quasi vent’anni di ricerche, Tissot lancia sul mercato un calibro realizzato completamente in materiale plastico (eccetto bariletto, bilanciere, molla e spirale): l’intento era quello di abolire la necessità degli interventi di manutenzione e lubrificazione. Ecco che nasce il Tissot 2250 cosiddetto “Autolub” e le sue evoluzioni con funzioni di datario e giorno della settimana. Alimentato da questo movimento nasce il Research Idea 2001. Purtroppo l’orologio non ha conquistato il pubblico sia a causa dell’aspetto troppo futuristico, sia a causa della tecnologia al quarzo che in quegli anni stava imperando. Da quest’esperienza discende, oltre 40 anni più tardi, l’ETA System51, chiamato così perché formato da 51 componenti saldate tra loro, e rinominato in casa Tissot Swissmatic, il primo movimento automatico al mondo ad essere assemblato interamente da macchine e dotato di scappamento in plastica (possiamo definirlo una sorta di calibro “usa e getta”). 
In questo periodo l'azienda monta su alcuni suoi segnatempo anche movimenti a diapason, realizzati da ESA, battezzando la collezione con il nome Tissonic.

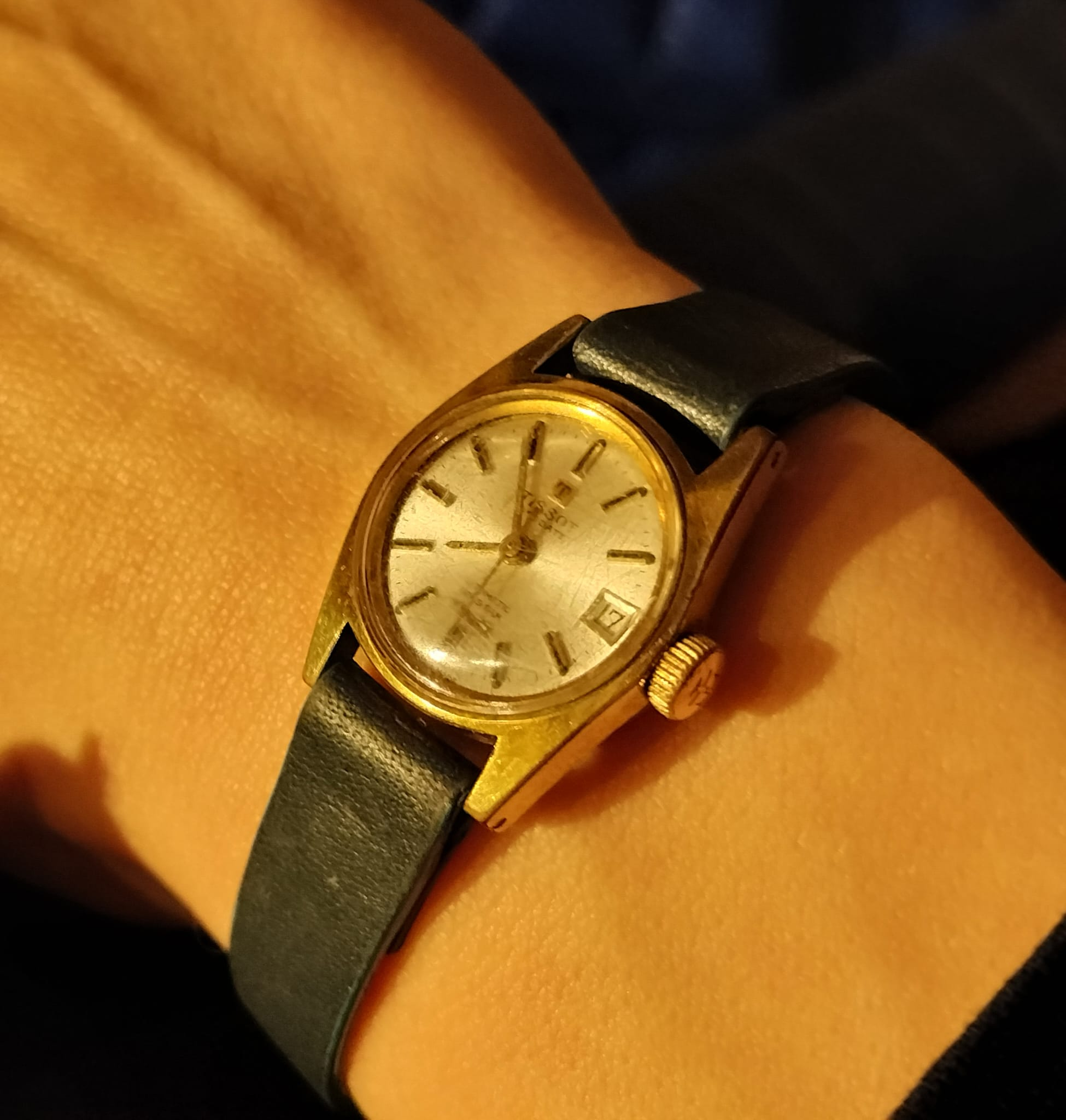
Tissot Seastar Visodate automatico da donna placcato oro, metà anni '70

Sempre agli inizi degli anni Settanta vengono commercializzati anche gli orologi della eccentrica collezione Pinky, dedicata al pubblico femminile, e i primi cronografi automatici, animati da Lemania 1340, e montati sull’ormai famosissima collezione Seastar, declinati nella più sportiva versione Navigator. Le tendenze avveniristiche trovano poi libero sfogo nella collezione Design, frutto di lavori di designer internazionali.
A metà del decennio inizia la sponsorizzazione, durata solo qualche anno, con il team di F1 Ensign e concretizzatasi sul modello Ensign N177, e, una manciata di anni più tardi, quella, più proficua, con la scuderia Lotus, durata fino al 1982 (sul musetto delle Lotus 88, 87 e 91), che farà sorgere l'orologio Tissot F1, originariamente dotato di doppio display digitale e analogico, poi presentato in differenti varianti, alcune delle quali animate dal medesimo movimento, il 1640, montato dall’Omega Sensor Quartz. Il primo modello Tissot con display digitale è risalente al 1977 ed è il Digital Quartz, da cui poi il Tissot F1 ha ripreso le caratteristiche, migliorandole. Sempre nel 1977 la casa svizzera festeggia i 125 anni di vita, con un modello sobrio alimentato a batteria, con cassa rettangolare placcata, quadrante champagne a effetto ruvido e la scritta 125 sotto il marchio. 

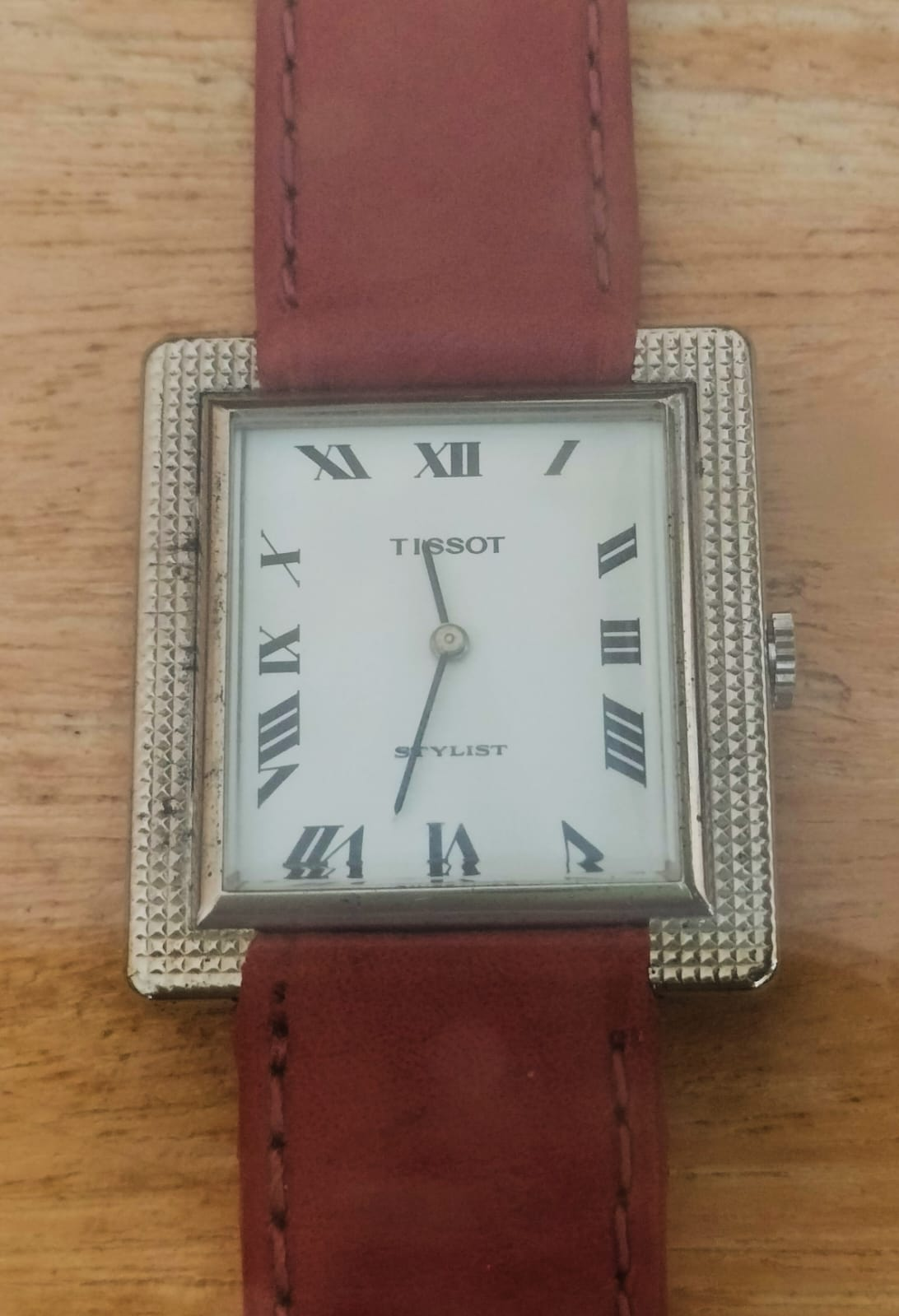
Tissot Stylist a carica manuale anni Settanta, con lunetta con decorazione a "clous de Paris"

Nel 1978 viene lanciato il PRX, un segnatempo al quarzo in acciaio con bracciale integrato, che segue la moda del periodo che ha visto l'Audemars Piguet Royal Oak come apripista.
Nel 1983, la Tissot venne accorpata alla ASUAG (Allgemeine Schweizerische Uhren AG), che a sua volta sarebbe divenuta nel 1985 parte della Société Suisse de Microélectronique et d'Horlogerie SA, poi venduta alla S.T. Dupont nel 1996. Proprio quest'ultima ha ceduto il 96% della quota della Tissot a Swatch Group nel 1998.

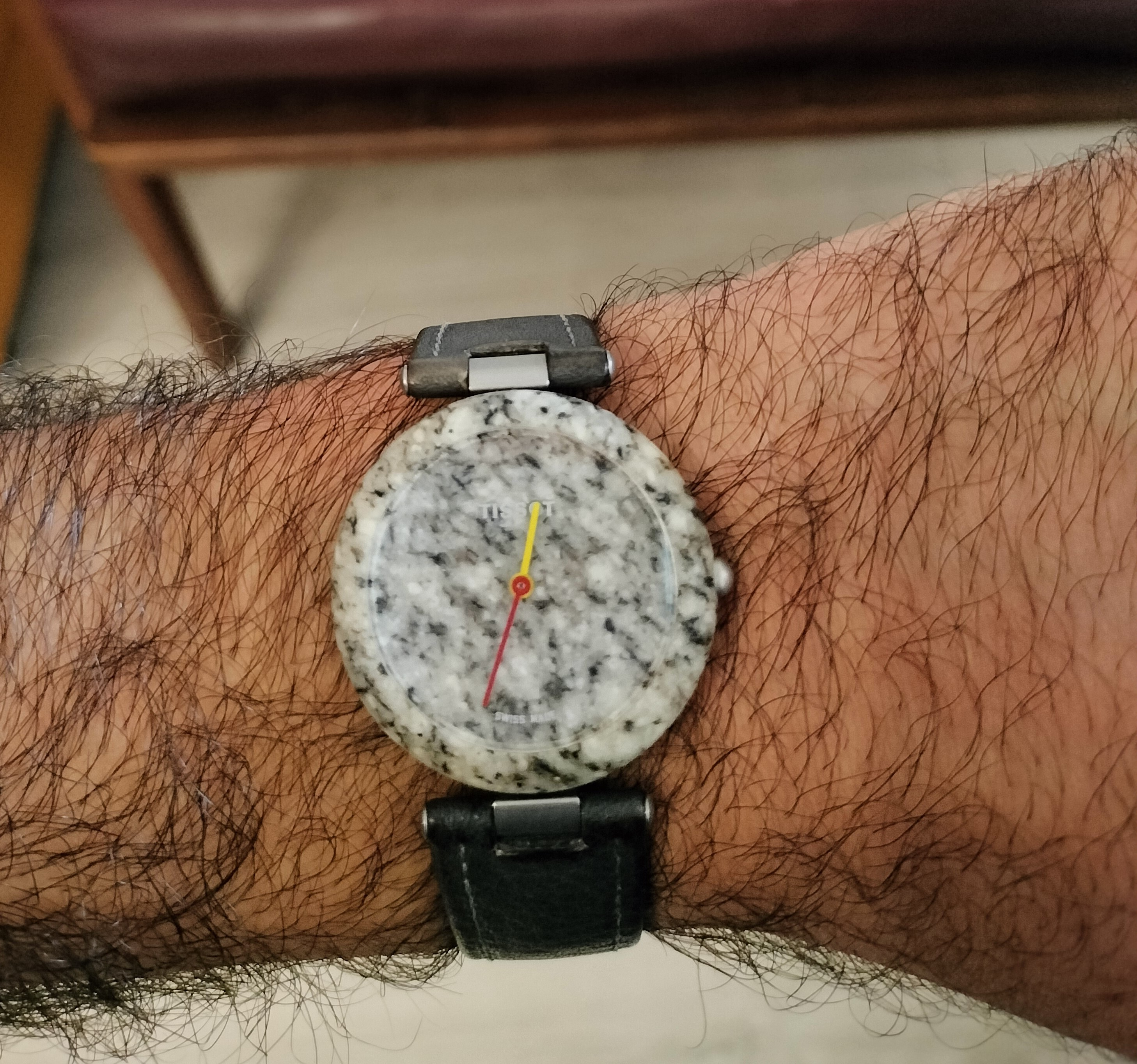
Tissot Rock Watch, circa 1985

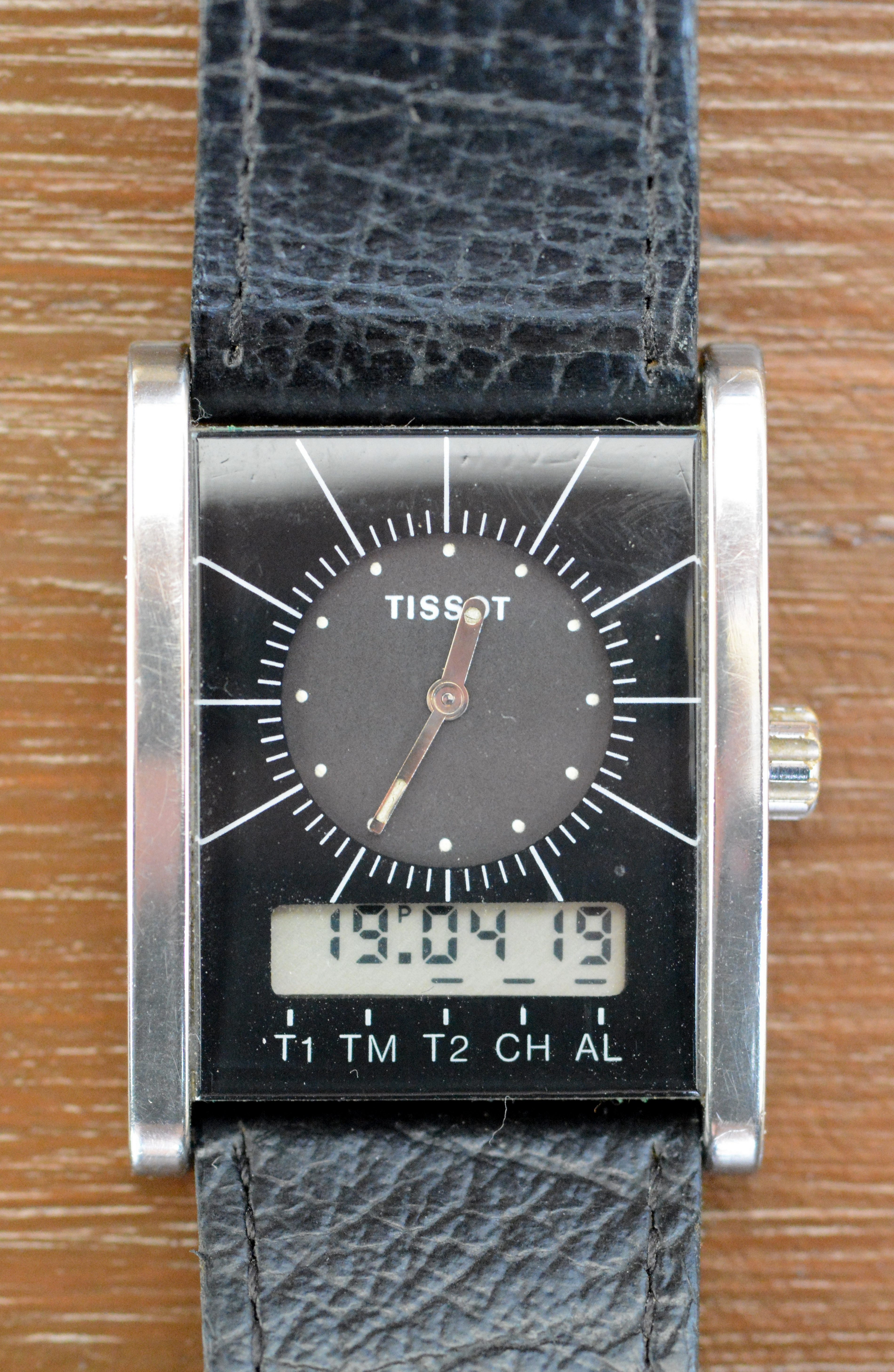
Tissot Two-Timer, anni Ottanta

Nel 1985 viene proposto un nuovo azzardo, che si rivelerà di grande successo: si tratta del Rock Watch, segnatempo più unico che raro con cassa in pietra, proposta in diverse tonalità di colore. La storia gli darà ragione: nell’arco di circa dieci anni di vita, ne vengono vendute qualcosa come 800 000 unità. L’esperimento viene riproposto con il Pearl Watch (cassa in madreperla) e il Wood Watch, con cassa in legno, la cui produzione inizia rispettivamente nel 1987 e 1988.
Simile per estetica all'F1 fu poi il TwoTimer, presentato nel 1986 e divenuto il primo orologio con doppio quadrante analogico e digitale le cui funzioni venivano tutte gestite dalla sola corona di carica, senza necessità di pulsanti aggiuntivi.

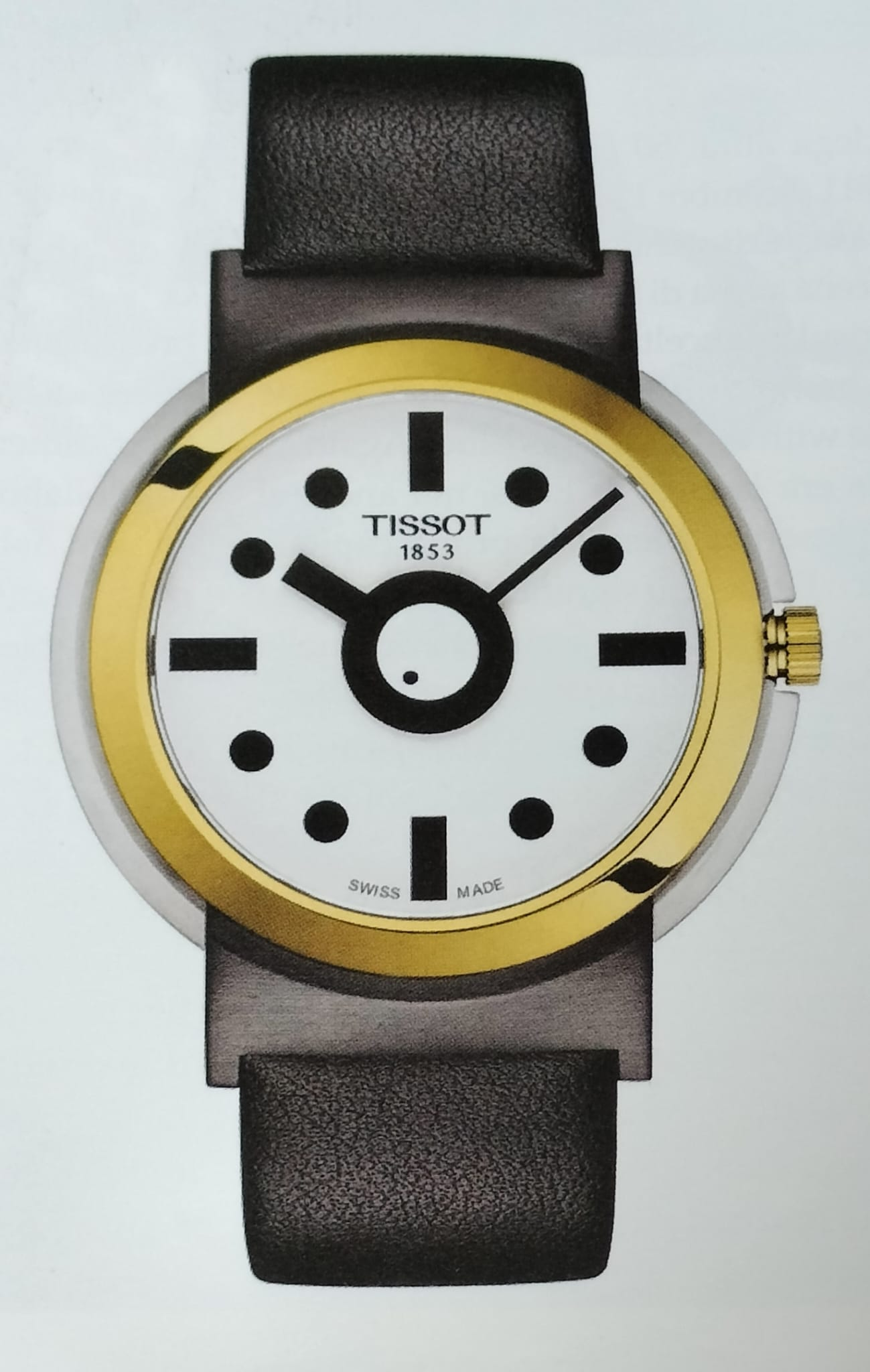
Tissot Memphis, riproduzione moderna del modello di fine anni '80

Nel 1989 nasce il Sottsass, nato dalla matita del geniale architetto Ettore Sottsass, e riproposto recentemente in una versione fedele all’originale, ribattezzata “Memphis”, dal nome del movimento artistico creato proprio da Sottsass.

### Attualità: 1990-2020

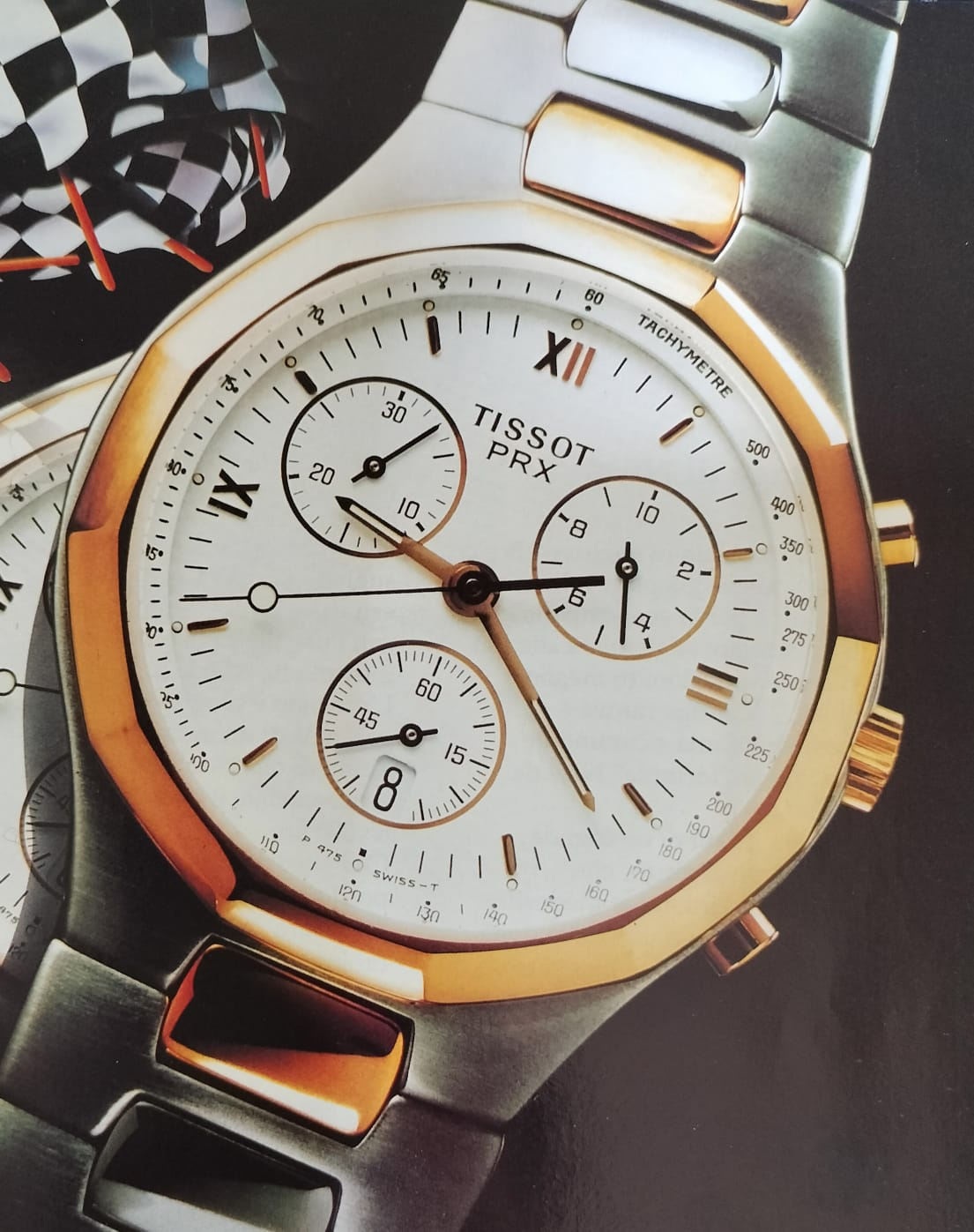
Tissot PRX dei primi anni '90

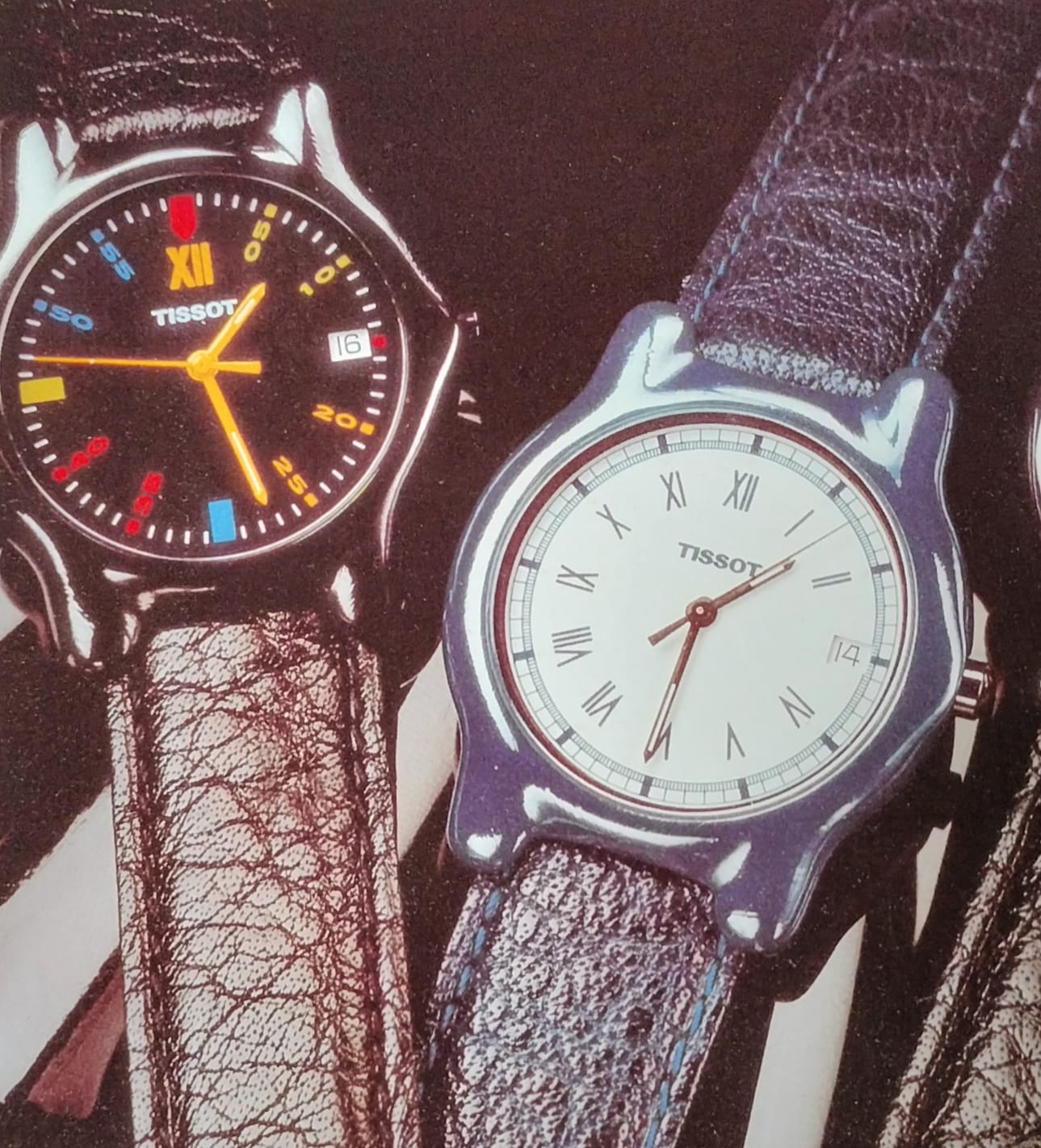
Tissot Ceraten, fine anni '80/primi anni '90

L’operazione di richiamo al vintage della casa svizzera ha inizio già negli anni ’90 e un esempio è il Janeiro, un bellissimo cronografo in stile anni ’40 realizzato in edizione limitata e mosso da un Valjoux 7765 decorato. Si tratta solo di un esempio, in quanto nel corso degli ultimi anni sono seguite altre interpretazioni di vecchi modelli, come il Porto, il Banana o il Visodate. Agli inizi degli anni Novanta la collezione PRX viene rivisitata profondamente e attualizzata: resta il bracciale integrato, ma la lunetta diventa dodecagonale (in linea con quanto già visto sulla collezione PR100) e gli orologi vengono dotati di alcune complicazioni, come il calendario e le fasi lunari
. Nel 1991, per celebrare il settecentesimo anniversario dalla nascita della Confederazione Elvetica viene presentato un modello di Woodwatch con quadrante disegnato dall'artista Barbara Seiler e prodotto in soli 999 esemplari. Nel 1992 viene presentata la collezione Ceraten, con cassa in ceramica (Cera-) e movimento al quarzo con batteria dalla durata di dieci (-ten) anni. Gli orologi al quarzo a partire dai primi anni Novanta venivano dotati di quello che la casa di Le Locle chiamava "Swiss pack", ovvero indicazione di fine vita della batteria, resistenza all'acqua e vetro zaffiro.
Nel 1994 Tissot torna in F1 sponsorizzando la Sauber, diventandone main sponsor per la monoposto Sauber C13, e rinominando il team Tissot Sauber Mercedes. Sul finire del decennio viene lanciata la T-Collection, dal grande successo e declinata negli anni in numerose sotto collezioni, come la T-Classic, la T-Wave o la T-My Lady.

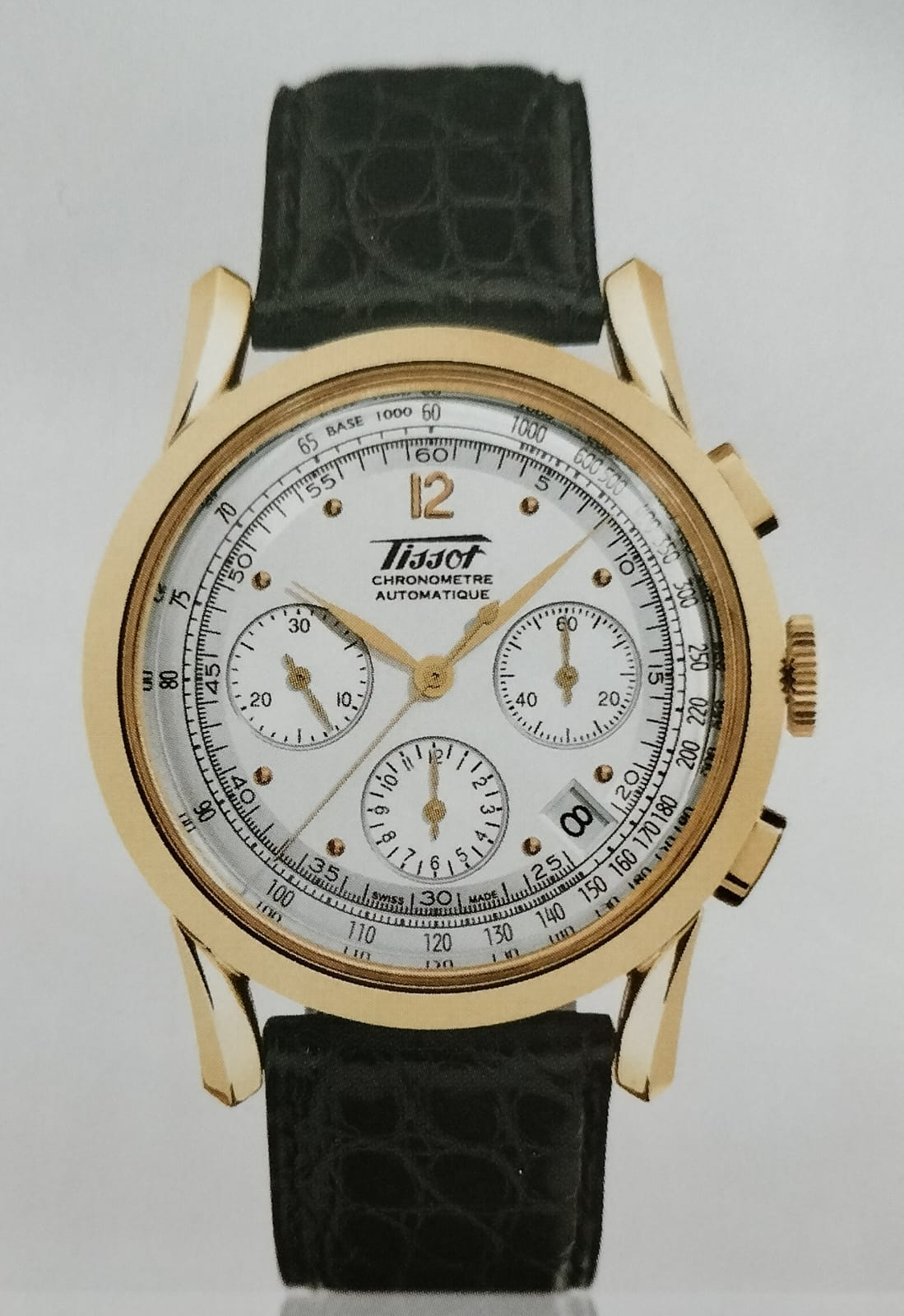
Tissot Heritage 150th cronografo con certificazione COSC, risalente al 2003

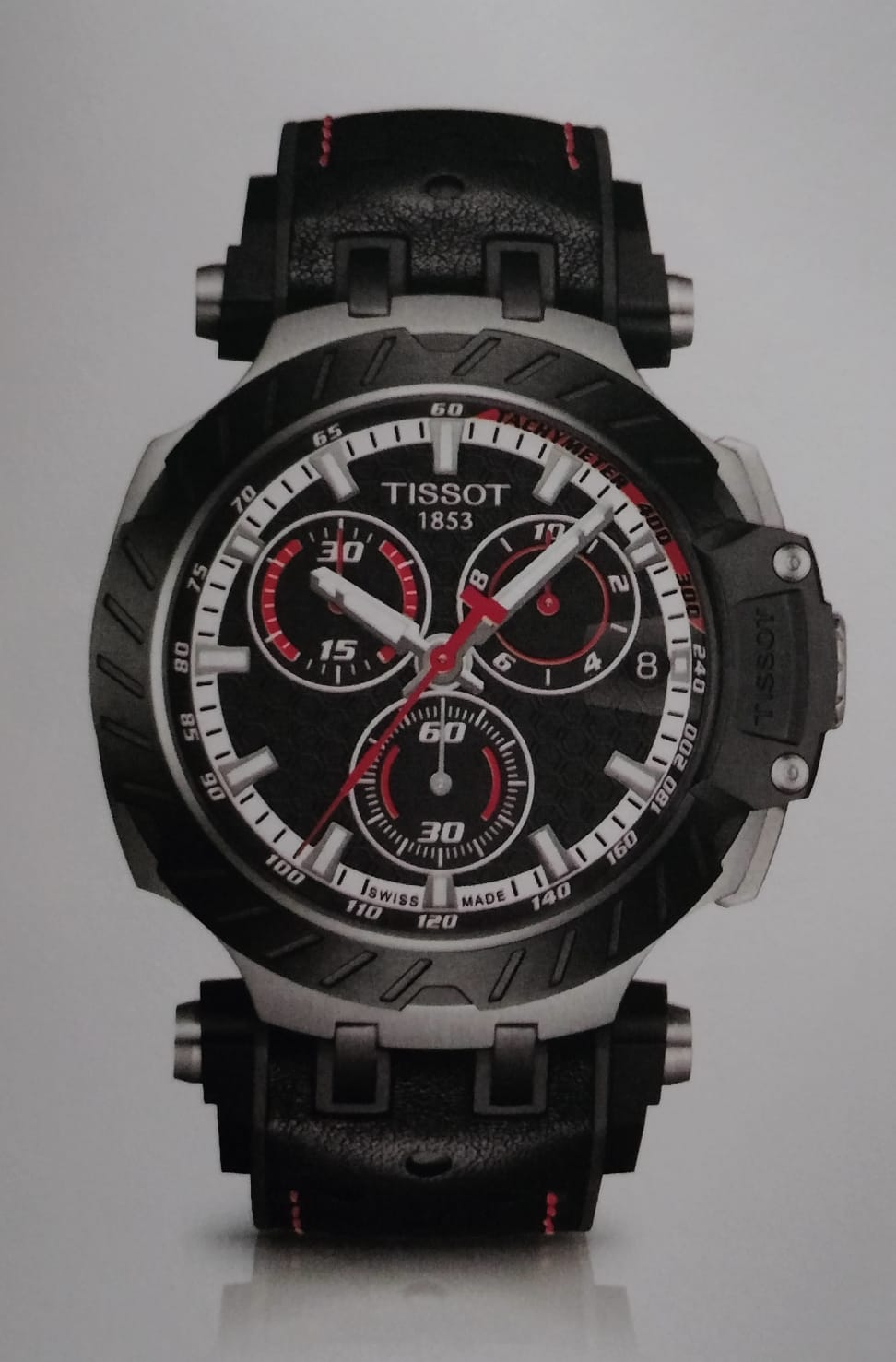
Tissot T-Race MotoGP

Nel 2000 viene lanciato il T-Touch, il primo orologio tattile, anticipato nel design un paio di anni prima dal Titanium 7. Toccando in diversi punti del quadrante, è possibile ottenere informazioni quali altimetria, meteo, usufruire di funzioni cronografiche eccetera, coadiuvati da un piccolo display LCD, in seguito alimentato ad energia solare. Diversi anni più tardi è stata presentata anche la versione del T-Touch dedicata al pubblico femminile, con diamanti e quadrante madreperla. Nel 2001 Tissot diventa partner della MotoGP e da allora realizza il T-Race, un segnatempo dalla chiara impronta motoristica e realizzato anche in versioni limitate dedicate ai piloti più amati. Dieci anni dopo arriva anche la sponsorizzazione in Superbike. Il rapporto tra la casa svizzera e gli sport motoristici si estende poi anche alla NASCAR (per cui viene presentato il modello T-Race NASCAR Special Edition) e alla IndyCar (la pilota Danica Patrick divenne ambassador Tissot). Nel 2003 la Maison celebra i suoi 150 anni di attività e realizza diversi modelli Heritage 150th Anniversary: un cronografo che come estetica richiama i tri-compax anni Cinquanta, e una variante solotempo con piccoli secondi ad ore 6. Entrambi i modelli sono certificati COSC. Fino a metà anni Duemila, l'azienda propone al pubblico pure numerosi orologi da tasca (anche con diverse complicazioni, come il Musical Seasons o il Satellite, e decorazioni di pregio) e altri segnatempo da tavolo (ad esempio il Tissot T-Clock) o da borsetta. A inizio anni 2000 la Maison adottò il motto "gold value at silver price", volendo identificare l'elevata qualità offerta ad un prezzo contenuto. Nonostante il forte legame con lo sport, Tissot non perde il gusto per la raffinatezza e l'eleganza come si evince dal modello Bridgeport.
L'azienda, agli inizi del XXI secolo, impiega nel mondo circa 1 200 persone, di cui circa 200 presso la sede storica di Le Locle. 

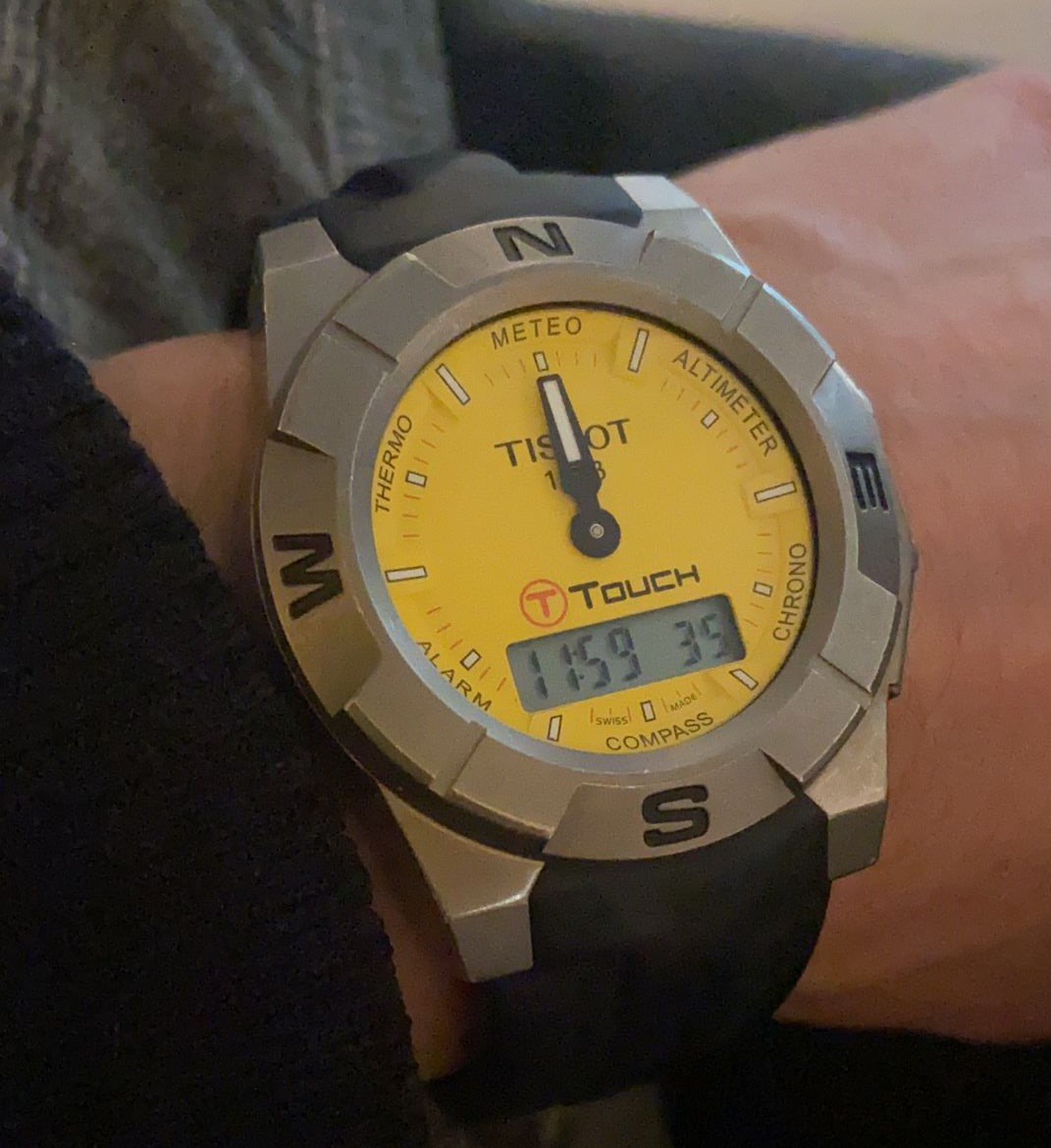
Tissot T-Touch, metà anni 2000

Nel 2010 viene presentata la collezione classica Le Locle, alimentata dal calibro automatico Powermatic80, basato sull’ETA 2824 e certificato cronometro. Nello stesso periodo le linee del PRX degli anni '90 vengono riprese dalla collezione PRC100, che propone la ghiera dodecagonale, mentre la sigla PRX viene per qualche anno abbandonata.
Nel 2013 i 160 anni dalla fondazione dell'azienda sono stati celebrati con la fedele riproduzione del celebre Navigator, seppur di dimensioni maggiorate.
Nel 2015 Tissot si lega alla lega di pallacanestro statunitense, la NBA, diventandone cronometrista ufficiale e presentando diversi segnatempo della collezione Chrono XL con impresso i loghi di alcune franchigie. Il primo cestista testimonial del brand svizzero è stato il playmaker francese Tony Parker. La partnership è stata recentemente rinnovata e Tissot ha presentato la nuova funzionalità sul suo T-Touch che consente di conoscere in tempo reale il punteggio delle partite. La vocazione sportiva della casa svizzera è però riscontrabile anche nella sponsorizzazione del Giro d’Italia a partire dal 2020 e di Vuelta e Tour de France già da anni. Inoltre, essa fornisce il servizio cronometrico nel motomondiale, ed ha stretto partership con diversi motociclisti, come Nicky Hayden e Marc Marquez.

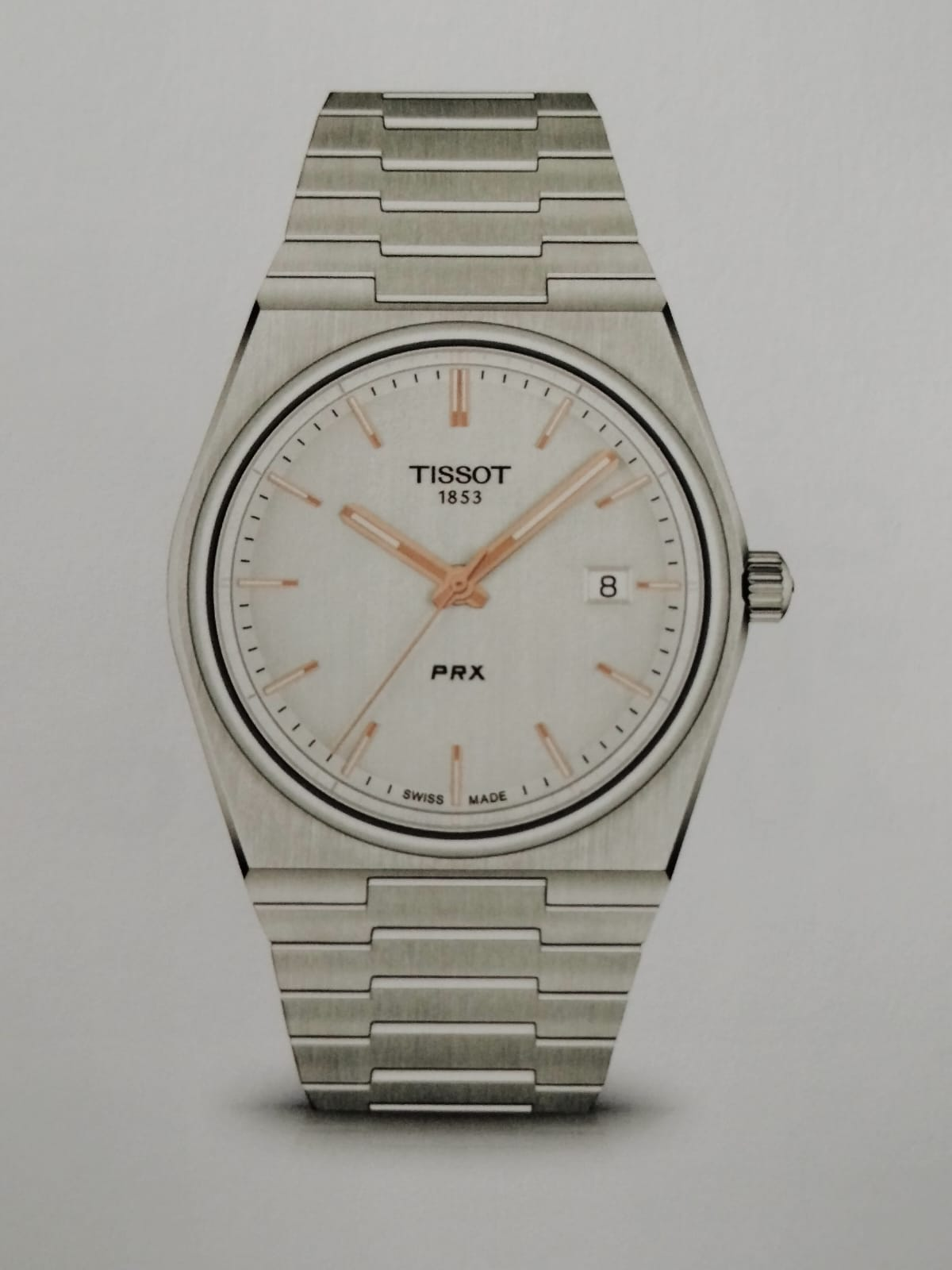
Tissot PRX, 2020

Negli ultimi anni il successo della Maison è stato garantito anche da due segnatempo entry level che grazie alle loro forme hanno “rubato” clientela a chi, spesso entrando nei centri commerciali, si faceva attirare da segnatempo più vistosi ma con meno heritage: questi due modelli sono il Gentleman e il PRX. Il primo si tratta di un segnatempo con cassa rotonda dalle linee gentili e sobrie, il secondo è la fedele riedizione del modello omonimo prodotto dalla fine degli anni Settanta: il bracciale è integrato e la cassa ha una forma quasi gentiana. Entrambi sono proposti sia a batteria, sia automatici. Recentemente in casa Tissot è anche stato presentato un diver professionale, afferente alla collezione Seastar: si tratta del Seastar 2000, impermeabile a 2000 piedi, cioè a 600 metri, e animato dal Powermatic80, ormai il movimento principe adottato da Tissot e dalle altre Maison del gruppo Swatch quali Rado, Hamilton, Certina e Mido, caratterizzato dall'utilizzo del silicio.
Nel 2023 viene riproposto il Sideral, con cassa in carbonio anziché in fiberglass (come invece aveva l'originale), il quale richiama da assai vicino l'estetica dell'antenato. Il movimento utilizzato è a carica automatica.
La riscoperta di modelli della tradizione di Tissot prosegue anche nel 2024 con la realizzazione del cronografo PR516, proposto in versione a carica manuale (con il movimento Valjoux A05.291, cioè un 7753 privo della massa oscillante), sia al quarzo. Il successo del modello porta l'espansione della collezione con l'introduzione del solotempo, dotato di Powermatic80, ormai uno dei calibri di maggior impiego dello Swatch Group per i brand di prima fascia.
Lo stesso anno è stato presentato un modello del PRX in collaborazione con il cestista NBA Damian Lillard, con quadrante esclusivo, contrappeso della sfera secondi dedicata al suo logo e fondello serigrafato. Inoltre, per i 75 anni della MotoGP, il cui anniversario coincide anche con i 25 anni da cronometrista di Tissot in questo sport, viene proposto il modello T-Race Chrono Valjoux, alimentato dal movimento cronografico automatico Valjoux A05.231 (la nuova generazione del Valjoux 7753). In questo modello troviamo caratteristiche celebri della collezione, come la ghiera che riproduce un freno a disco forato, la massa oscillante che imita i raggi delle ruote delle moto e la custodia dell'orologio a forma di casco. L'orologio è un'edizione limitata in 2024 esemplari.
Il ritorno per le forme anni Settanta porta alla riproposizione dello storico modello Stylist, nelle forme più simili a quelle in voga negli anni Settanta (quindi con cassa tonneau). La collezione torna quindi in catalogo dopo anni di abbandono. Lo Stylist si pone come orologio entry level nel panorama Tissot, e mantiene una notevole sottigliezza grazie all'impiego di calibri al quarzo.
Nel 2025 viene presentato il PRC 100 Solar, un orologio a ricarica solare dotato di piccole celle solari poste direttamente sul vetro. L'azienda dichiara che bastano dieci minuti di sole al giorno per alimentare l'orologio per un giorno intero, mentre l'accumulatore ha una durata di circa dieci anni.

## Ambasciatori e amici del marchio

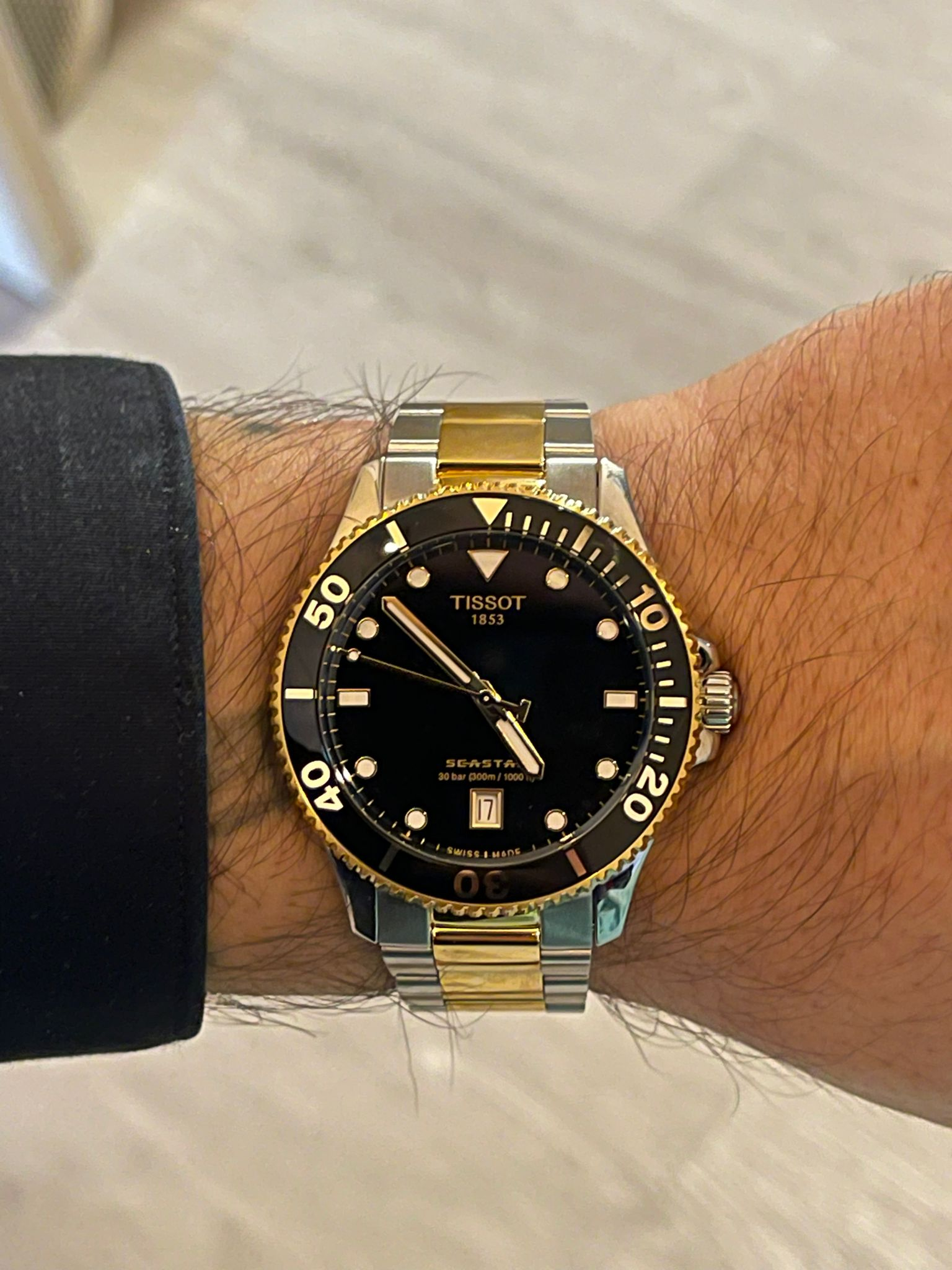
Tissot Seastar 1000 al quarzo

Tra i più celebri clienti degli orologi Tissot si ricordano, tra gli altri, il cantante Elvis Presley, la principessa ed artista Grace Kelly, l'attrice Sarah Bernhardt (che comprò un modello in oro all'Esposizione Universale di Parigi del 1900), la Duchessa Kate Middleton, la Regina Elisabetta del Belgio, il politico Nelson Mandela, la cantante Carmen Miranda, ma anche attori provenienti da Oriente, come nel caso di Huang Xiaoming e di Deepika Padukone. Il legame tra Tissot e diversi sport ha fatto sì che numerosi atleti diventassero ambasciatori del marchio: è stato così per Marc Márquez e Nicky Hayden della MotoGP (la Sprint Race per ragioni di sponsorizzazione ha preso il nome di Tissot Sprint), Tony Parker e Damian Lillard in NBA, il calciatore Michael Owen (al quale vengono dedicati diversi segnatempo sportivi personalizzati e in edizione limitata) e molti altri. Recentemente l'azienda si è legata anche alla WNBA, la lega basket americano femminile.

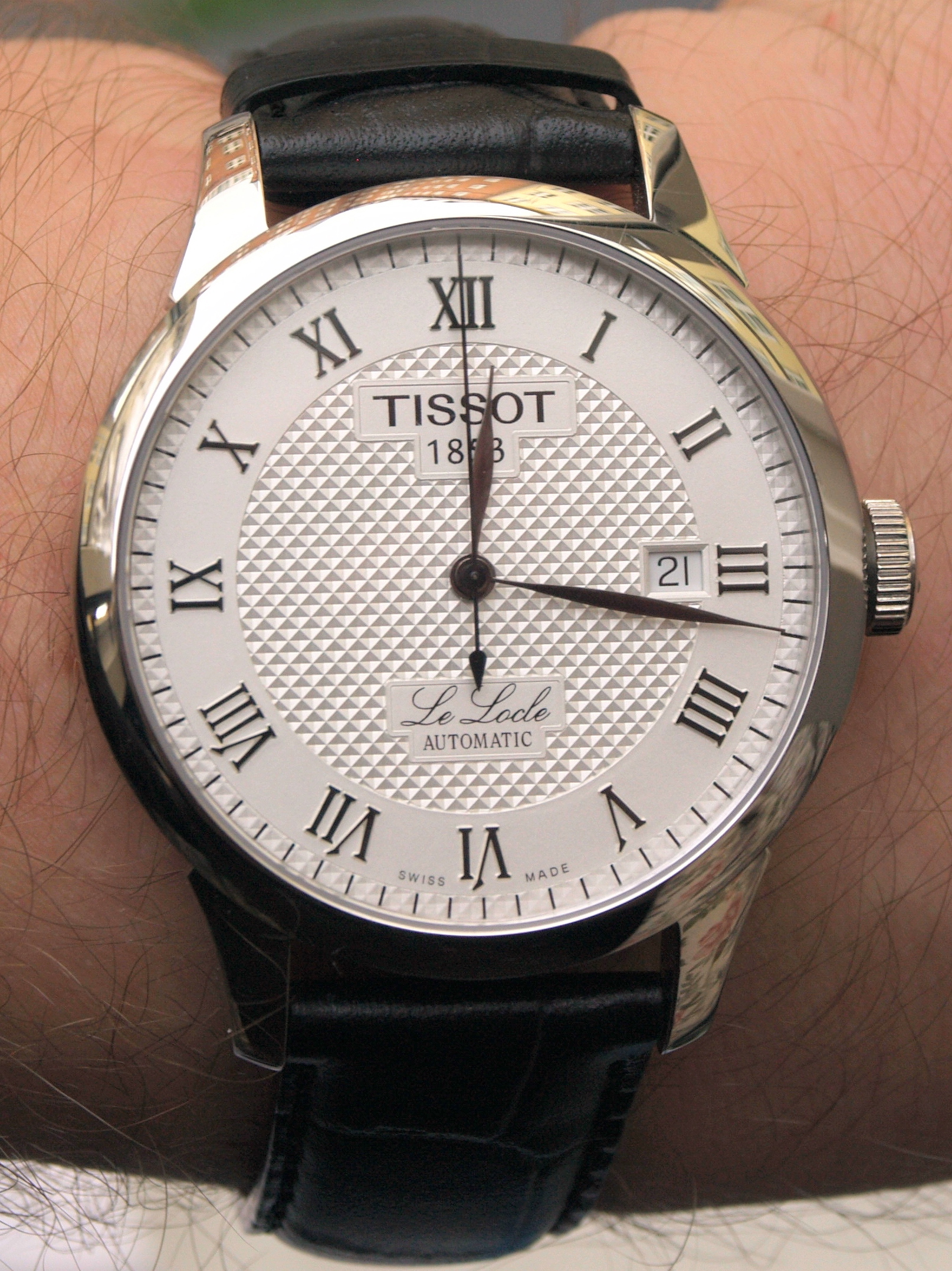
Tissot Le Locle, anni 2010